# Extinção das ordens religiosas
A extinção das ordens religiosas em Portugal ocorreu no contexto da consolidação do Liberalismo no país, ao final da Guerra Civil Portuguesa (1828-1834).

## Antecedentes
A estinção das ordens religiosas em Portugal tem raízes no século anterior, sob o reinado de José I de Portugal e governação de Marquês de Pombal. Pelo Alvará de 3 de setembro de 1759, foi decretada a expulsão dos Jesuítas do país e confiscados os seus bens, que passaram a incorporar a Fazenda Nacional.
Mais tarde essa decisão, de expulsão da Companhia de Jesus, foi confirmada pelo Príncipe-Regente D. João por Alvará de 1 de abril de 1815.
No contexto da Guerra Civil Portuguesa (1828-1834), as duas facções têm atitudes diferentes quanto à matéria, consoante o equilíbrio de forças:
- em Portugal continental, Miguel I de Portugal autoriza o retorno dos religiosos da Companhia de Jesus (1829), que vêm a instalar-se no Colégio das Artes, em Coimbra (1832);
- nos Açores, D. Pedro IV de Portugal, aboliu as Ordens Religiosas no arquipélago por Decreto de 17 de maio de 1832.

Com o fim do conflito e a vitória dos Liberais, não foram só os Jesuítas que foram expulsos do país.
Até então, nenhuma outra Ordem religiosa fora afetada, embora as primeiras Cortes Constituintes, por Decreto de 18 de outubro de 1822, tenham proibido a admissão de noviços e reduzido as casas conventuais. Essas determinações foram suspensas depois da contra-revolução de 1823, mas não "saiu do espírito dos liberais a ideia de executarem uma reforma a seu modo".

## A extinção das Ordens Religiosas
No contexto que se seguiu à assinatura da Convenção de Évora Monte, o então Ministro da Justiça, Joaquim António de Aguiar, redigiu o texto do Decreto de extinção das Ordens Religiosas que, assinado por Pedro IV de Portugal, embora apresente a data de 28 de maio, foi publicado em 30 de maio de 1834.
Por esse diploma, eram declarados extintos todos os conventos, mosteiros, colégios, hospícios, e quaisquer outras casas das ordens religiosas regulares (art. 1.º), sendo os seus bens secularizados e incorporados na Fazenda Nacional (art. 2.º), à excepção dos vasos sagrados e paramentos que seriam entregues aos ordinários das dioceses (art. 3.º). O diploma afirma ainda que seria concedida uma pensão anual aos religiosos que não obtivessem benefício ou emprego público (art. 3.º), o que entretanto permaneceu letra morta.
Deste processo resultou a perda de muito inventário previamente à custódia destas ordens, devido a abandono e tarde arrolamento por novos donos estatais, a incêndios consequentes de mau acondicionamento, mas também a perdas durante o transporte e à indevida apropriação por particulares, incluindo por dádivas abusivas.
Esta lei valeu a António de Aguiar a alcunha de "Mata Frades".
Reflexo das ideias anti-clericais e iluministas, correntes que então entravam no país, o relatório dirigido a D. Pedro, inicia-se afirmando:
"Senhor: Está hoje extinto o prejuízo que durou séculos, de que a existência das Ordens Regulares é indispensável à Religião Católica e útil ao Estado, e a opinião dominante é que a Religião nada lucra com elas, e que a sua conservação não é compatível com a civilização e luzes do século, e com a organização política que convém aos povos".
Esta importante reforma visava aniquilar o que considerava ser o excessivo poder económico e social do clero, privando-o assim dos seus meios de riqueza e da capacidade de influência política. Recorde-se que a monarquia tradicionalista de Miguel de Portugal havia sido apoiada pelo clero.
Este processo levou apenas à extinção imediata das ordens religiosas masculinas. As ordens religiosas femininas continuaram existindo, não podendo contudo admitir noviças, estando portanto fadadas a esvaecer.
A extinção final das ordens religiosas femininas ficou regulada só em 1862, ficando então assente que os conventos ou mosteiros seriam extintos por óbito da última religiosa, sendo os bens da instituição incorporados na referida Fazenda Nacional.

## Consequências no Ultramar português
A expansão imperial portuguesa esteve muitas vezes associada e apoiada nas missões, muitas delas mantidas em funcionamento pelas diferentes ordens religiosas, com particular destaque para os Jesuítas. Regra geral, o Estado português encarou as missões católicas como "instrumentos de Civilização e de influência nacional", dando-lhes apoio e carácter político, por vezes em conflito com a essência religiosa dessas mesmas missões, que deviam por natureza estar apenas ao serviço da Igreja Católica. No século XVI, o Estado português, reconhecendo a sua importância estratégica e com a anuência da Santa Sé, comprometeu-se a apoiar, proteger e financiar todas as actividades religiosas nos domínios portugueses e nas terras descobertas pelos Portugueses. Em contrapartida, o Rei de Portugal passou a poder nomear os padres e os bispos das dioceses que estavam sob a sua protecção, sendo estes depois aprovados pelo Papa. Esta forma de organização eclesiástica e estes direitos adquiridos pelo Rei de Portugal, que passou a poder controlar a vida da Igreja, passaram a chamar-se Padroado português. E tudo isto permitiu a Portugal exercer influência e poder em territórios que não ocupava nem administrava (ex.: Japão e China).
Porém, o Padroado português foi muito enfraquecido pelas sucessivas medidas anticlericais tomadas por governos que desvalorizavam a importância das missões, a começar pela supressão da Companhia de Jesus em 1762 e posteriormente pela extinção das ordens religiosas masculinas em 1834. Ao esvaziarem o pessoal religioso que mantinha a maioria das missões, estas medidas prejudicaram muito o Ensino, a Acção social e caritativa, a difusão da cultura ocidental e a actividade missionária em todas as colónias portuguesas e dioceses protegidas por Portugal. A título de exemplo, no século XIX, o Padroado português, que antes abrangia a China toda, passou a estar restrito apenas à diocese de Macau.